# PGC 66041
LEDA/PGC 66041 ist eine Elliptische Galaxie vom Hubble-Typ E im Sternbild Indianer am Südsternhimmel. Sie ist schätzungsweise 232 Millionen Lichtjahre von der Milchstraße entfernt und gilt als Mitglied der dreizehn Galaxien zählenden NGC 7038-Gruppe (LGG 441).
 Vermutlich bildet sie gemeinsam mit PGC 66032 ein gravitativ gebundenes Galaxienpaar.